# Traforo ferroviario del Frejus

Il traforo ferroviario del Frejus è un tunnel ferroviario che collega la Francia all'Italia, aperto al traffico ferroviario nel 1871. Corre sotto il Monte Fréjus fra le città di Modane in Francia e la valsusina Bardonecchia in Italia, costituendo uno dei principali collegamenti transalpini fra Francia e Italia. Parallelamente corre il traforo stradale del Frejus, di realizzazione ben più recente (aperto al traffico nel 1980).

## Storia
L'idea di realizzare un traforo ferroviario che unisse il Piemonte e la Savoia, entrambi all'epoca parti del Regno di Sardegna, venne lanciata da un imprenditore di Lione (precedentemente commissario in dogana) nativo di Bardonecchia, Giuseppe Francesco Medail, già nel 1832. Nel 1840 Médail presentò un memorandum al re Carlo Alberto nel quale descriveva un tunnel ferroviario sotto il Colle del Fréjus. L'idea probabilmente era troppo avanzata per i tempi e Medail morì poco prima di veder coronato il suo sogno. Sempre nello stesso anno, infatti, un ministro di Carlo Alberto, Luigi Des Ambrois, riprese l'idea e commissionò gli studi preliminari all'ingegnere belga Henri Maus. Il progetto definitivo venne redatto da Germain Sommeiller, Sebastiano Grandis e Severino Grattoni. Quintino Sella, appena rientrato in Italia dalla Francia nel 1852 e nominato ingegnere di prima classe del Distretto minerario di Torino, venne chiamato a collaborare al progetto, con l'incarico di risolvere il problema dell'aerazione della galleria. 
Il 31 agosto 1857 il re Vittorio Emanuele II ordinò l'inizio dei lavori di scavo del tunnel con un finanziamento di 42 milioni di lire. I lavori furono diretti dall'ingegnere Sommeiller. La cessione della Savoia alla Francia da parte del Regno di Sardegna nel marzo 1860 mise in forse il proseguimento dell'opera e fu Cavour a farla proseguire. I francesi accettarono che i lavori venissero continuati dagli Italiani e s'impegnarono a versare 19 milioni di lire, a condizione che il tunnel fosse concluso entro 25 anni, più un premio per ogni anno di anticipo sulla scadenza. La somma finale fu calcolata in 26,1 milioni, infatti il tunnel fu concluso in soli 9 anni dall'accordo. Il costo totale fu di circa 70 milioni di lire. L'opera era tecnicamente molto complessa ed il lavoro nel cantiere rischioso, tanto che alla fine dei lavori si contarono 48 morti fra i circa 4.000 operai che avevano prestato la loro opera. 18 dei caduti però non furono vittime d'incidenti, ma di una epidemia di colera scoppiata nel 1864. Il numero dei decessi, per quanto significativo, è contenuto se confrontato ad altre imprese simili compiute negli anni successivi.

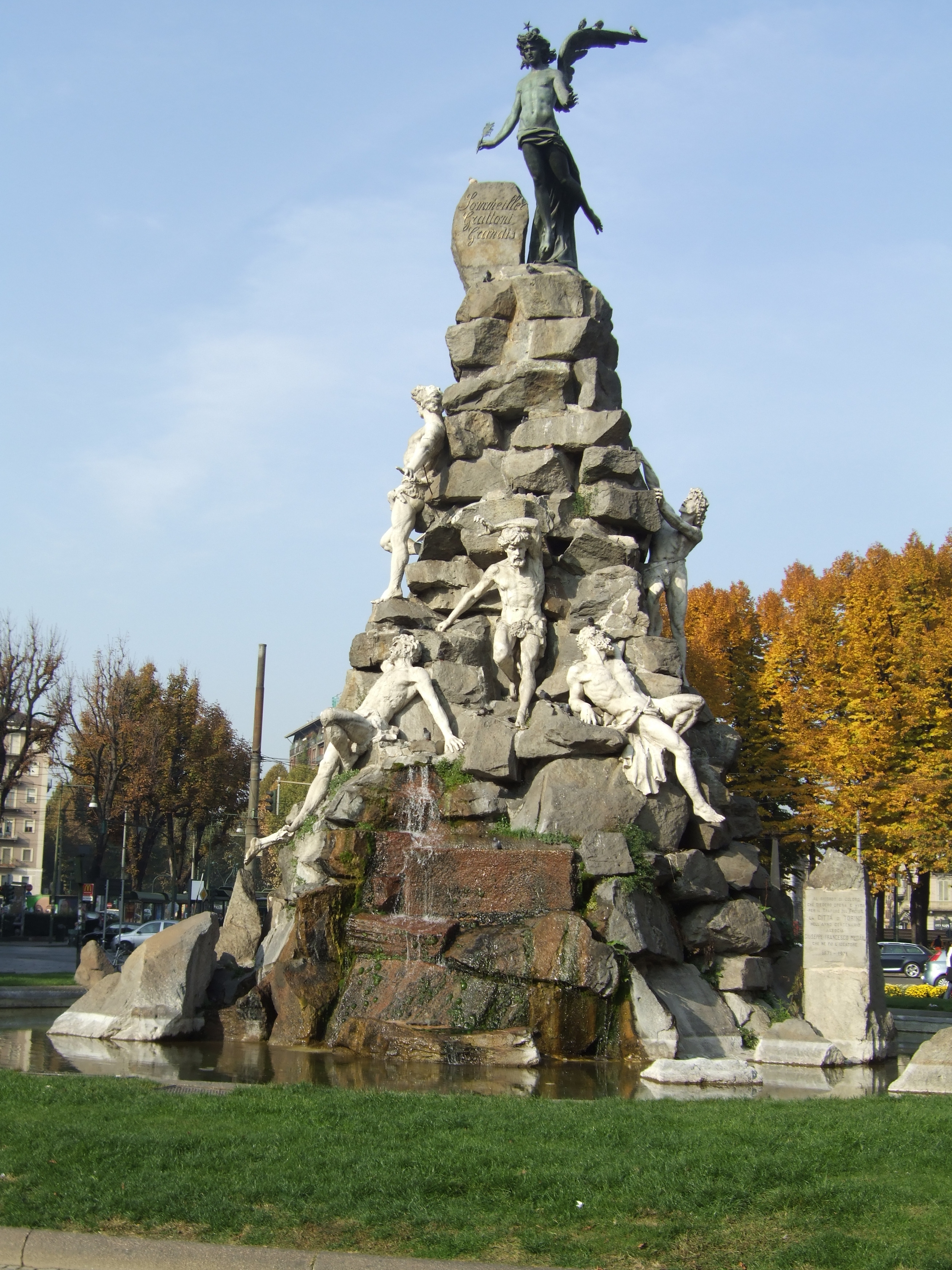
Monumento ai realizzatori del Traforo Ferroviario del Frejus in piazza Statuto a Torino (1879). Progetto di Luigi Belli.

 Oltre a essere il primo tunnel sotto le Alpi, escludendo il buco di Viso, fu anche il primo al mondo dove vennero utilizzati in modo significativo strumenti meccanici di scavo: gli ingegneri Sommeiller, Grandis e Grattoni idearono e brevettarono nel 1854, per quest'opera, la perforatrice automatica pneumatica, funzionante ad aria compressa. La perforatrice in realtà non veniva utilizzata direttamente per lo scavo, bensì per realizzare i fori di mina dove collocare le cariche esplosive; anche se non permise mai di arrivare ai tre metri di avanzamento al giorno ipotizzati dopo gli esperimenti fatti a Sampierdarena, in località La Coscia, l'uso della perforatrice consentì di fare in 13 anni un lavoro che a mano poteva richiederne 40. 
Innumerevoli furono i problemi tecnici, com'è naturale per una tecnologia sperimentale, soprattutto riguardo ai grandi compressori costruiti nei pressi delle imboccature che sfruttavano, per comprimere l'aria, la forza di caduta dell'acqua convogliata in tubature in discesa dal Monte Jafferau, il sistema è ancora in uso come centrale idroelettrica. Anche le perforatrici furono messe a dura prova: nel solo 1866 vennero sostituiti oltre 2500 corpi di perforazione e più di 300.000 punte. Molti problemi sorsero anche in relazione alla paternità delle invenzioni, ad esempio il milanese Giovanni Battista Piatti rivendicò, non senza motivo, la paternità del progetto del sistema di perforazione, progetto da lui presentato nel 1853, ma sul quale non chiese mai il brevetto.

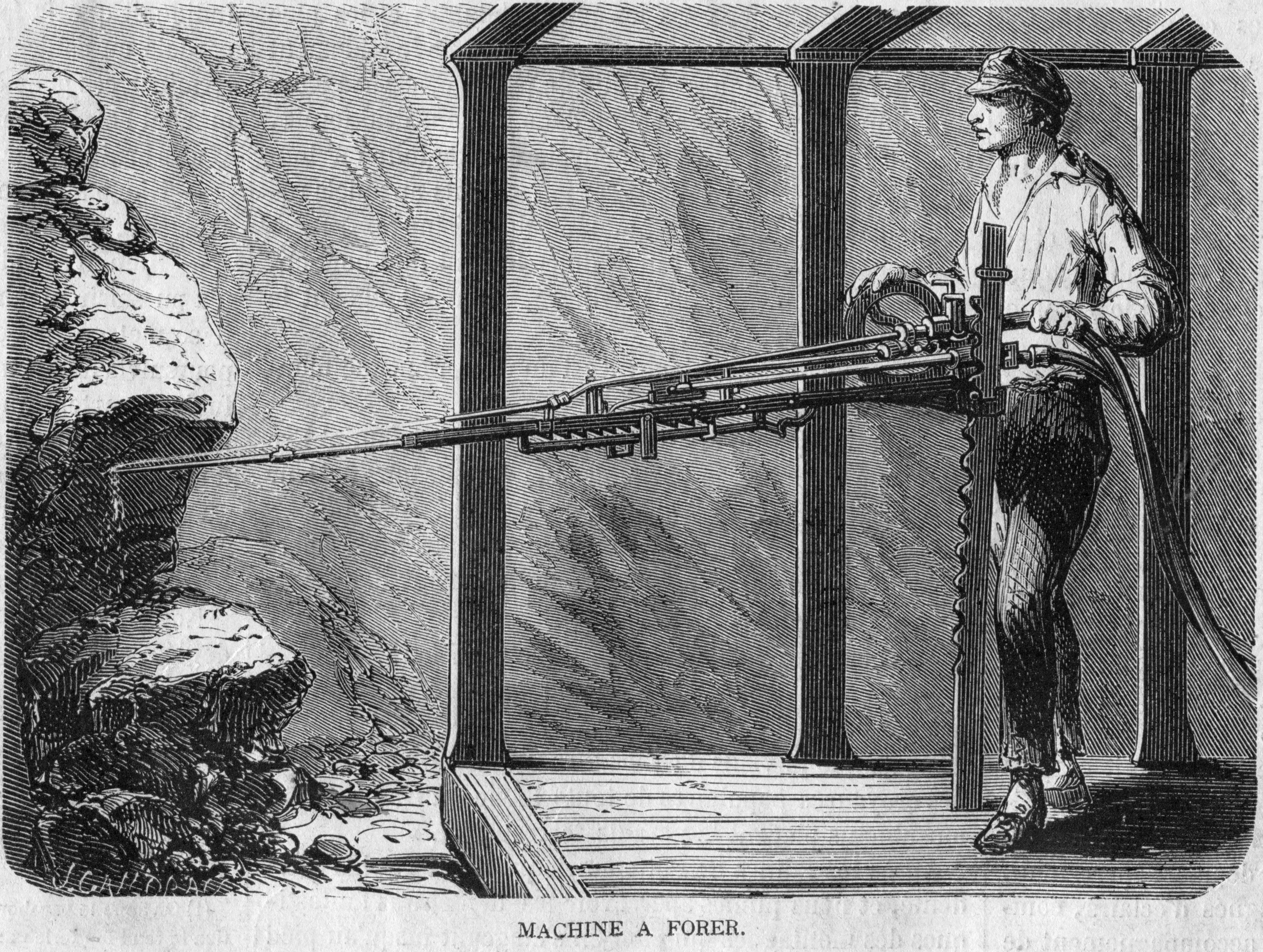
Perforatrice automatica pneumatica (L'Illustration 1862)
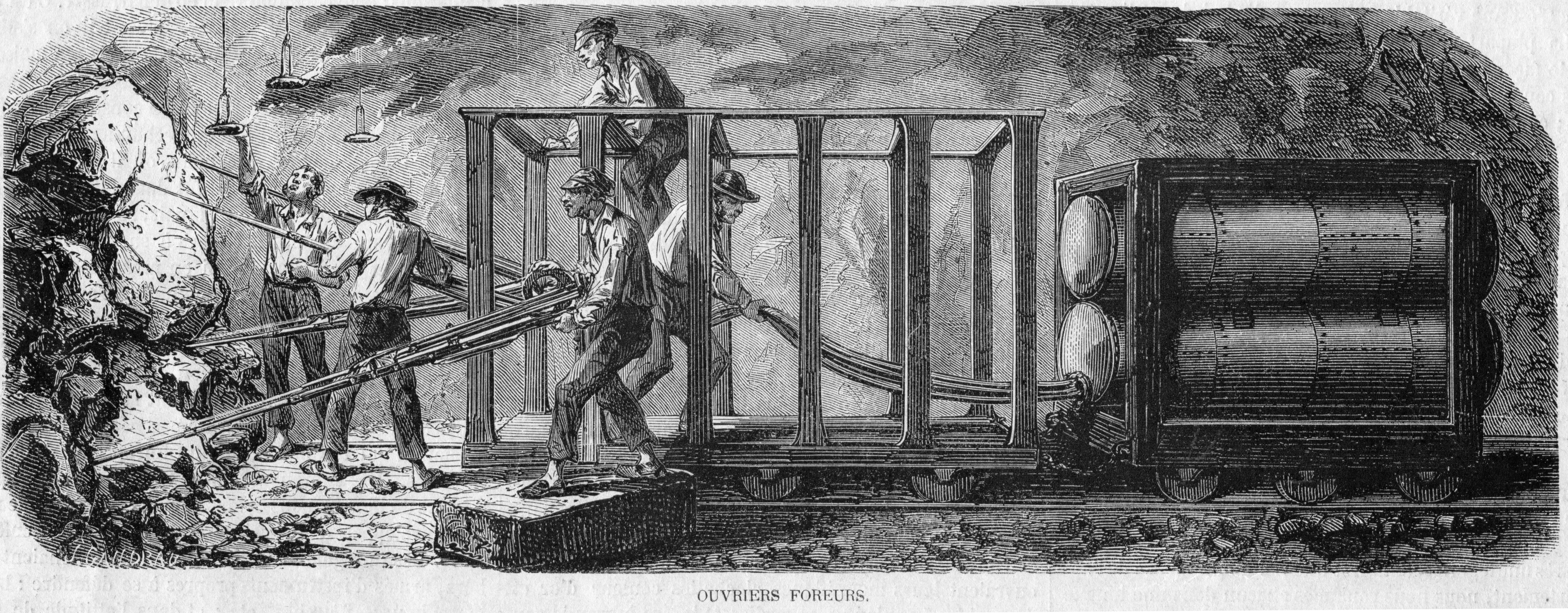
Perforatrice pneumatica e compressori mobile (L'Illustration 1862)
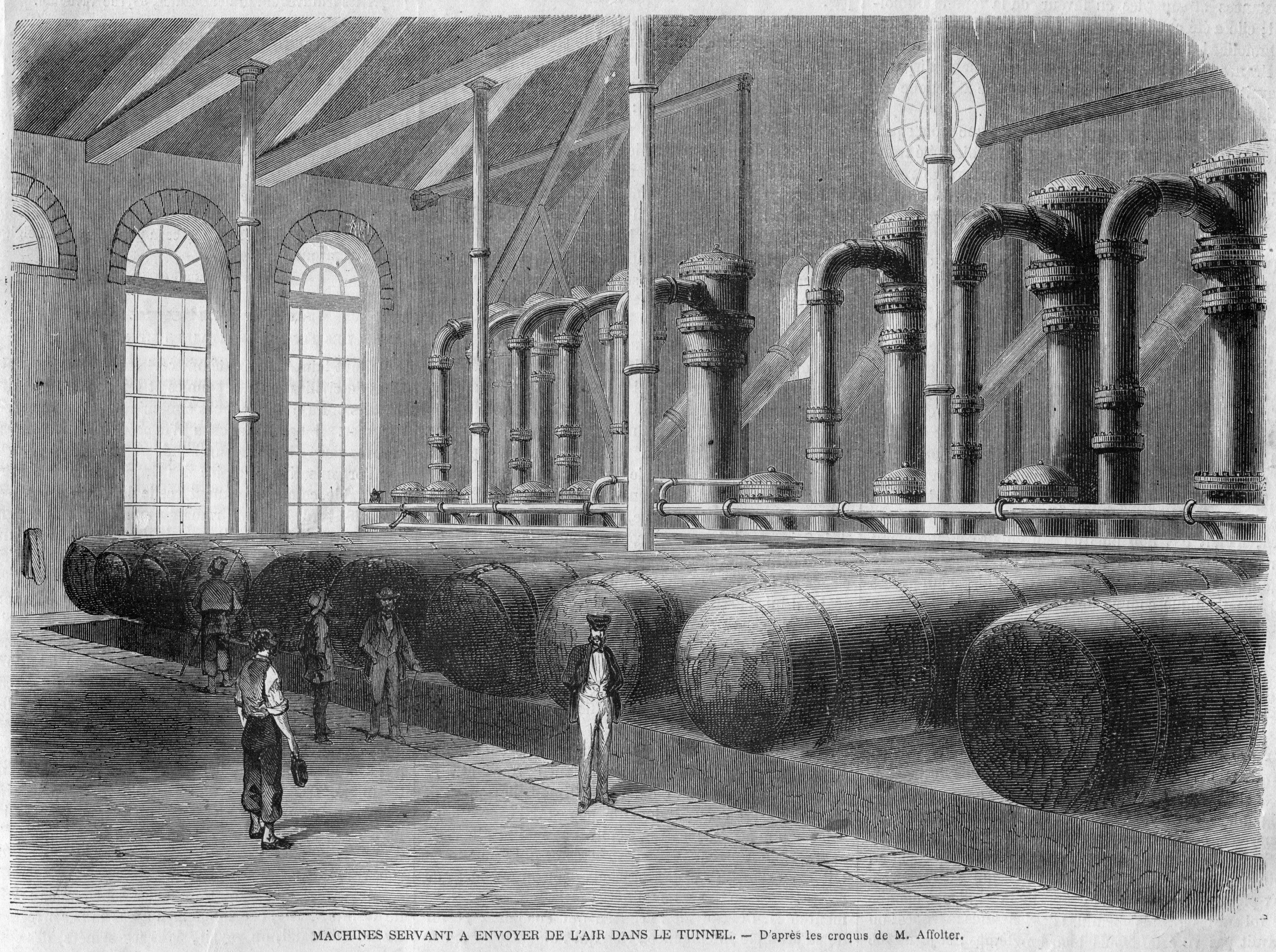
Grandi compressori (L'Illustration 1862)

Lo scavo della galleria venne completato il 25 dicembre 1870 ed il traforo fu inaugurato il 17 settembre 1871. Il 5 gennaio 1872 transitò sotto il tunnel per la prima volta il treno del collegamento Londra-Brindisi, denominato Valigia delle Indie, che fino a quel momento aveva utilizzato la vicina Ferrovia del Moncenisio che valicava l'omonimo Colle superando un dislivello di 1588 metri, costruita in concorrenza con il Tunnel lungo il tracciato dell'attuale Strada statale 25 del Moncenisio con capitali e tecnologie inglesi (Sistema Fell) scommettendo sulla lunghezza dei lavori del Frejus. Al momento dell'apertura il Frejus, tuttavia, più veloce e sicuro in ogni condizione meteorologica rispetto al valico, era il più lungo tunnel ferroviario del mondo e rimase tale fino al giugno 1882, quando fu aperto al traffico quello del San Gottardo, lungo 15 chilometri.
Tuttavia nel 1872 si dovette limitare il traffico, nell'ultimo tratto presso l'imbocco dal lato di Modane, ad un solo binario per far posto ad opere di sostegno resesi necessarie a causa di fenditure apertesi nel corpo della galleria in quel tratto. Ulteriori smottamenti fecero propendere per una drastica soluzione: a febbraio del 1880 iniziarono i lavori per una variante che escludesse l'ultimo tratto franoso. Essi furono portati a termine nell'ottobre del 1891, consentendo il ripristino della circolazione su entrambi i binari, e l'imbocco originario dal lato francese fu abbandonato.

### Altri protagonisti
Oltre ai già citati tre ingegneri e Giuseppe Médail, altri personaggi ebbero un ruolo importante, quando non determinante, nella realizzazione del Traforo:
- Camillo Benso, conte di Cavour (1810 – 1861), presidente del Consiglio del Regno di Sardegna e primo del neonato Regno d'Italia, convinto sostenitore dell'opera;[8]
- Carlo Ignazio Giulio (1803 – 1859) matematico e membro della commissione tecnica per l'esame e l'approvazione delle nuove tecniche di scavo impiegate nella realizzazione del traforo;
- Luigi Federico Menabrea (1809 – 1896), ingegnere e matematico, tenente generale del Genio militare, senatore del Regno per 36 anni, ministro della marina e capo del governo. Fu influente sostenitore politico del progetto;
- Pietro Paleocapa (1788 – 1869), scienziato e deputato al Parlamento Subalpino, Ministro dei Lavori pubblici con i governi Casati, d'Azeglio e Cavour, fu sostenitore politico convinto del progetto;
- Ignazio Porro (1801 – 1875), ottico e topografo, sostenitore del traforo, compì le prime rilevazioni topografiche sui monti fra Bardonecchia e Modane e la stesura di un possibile tracciato del traforo, dietro incarico del Médail;
- Angelo Sismonda (1807 – 1878), geologo e membro della commissione tecnica per l'esame e l'approvazione delle nuove tecniche di scavo.

Sommeiller, Sella, Giulio, Menabrea, Paleocapa e Sismonda furono membri dell'Accademia delle Scienze di Torino. In particolare poi Sella, Menabrea e Paleocapa, come membri di vari governi dell'epoca, ebbero un contributo politico determinante nella realizzazione di quest'opera.

### Toponomastica e monumenti

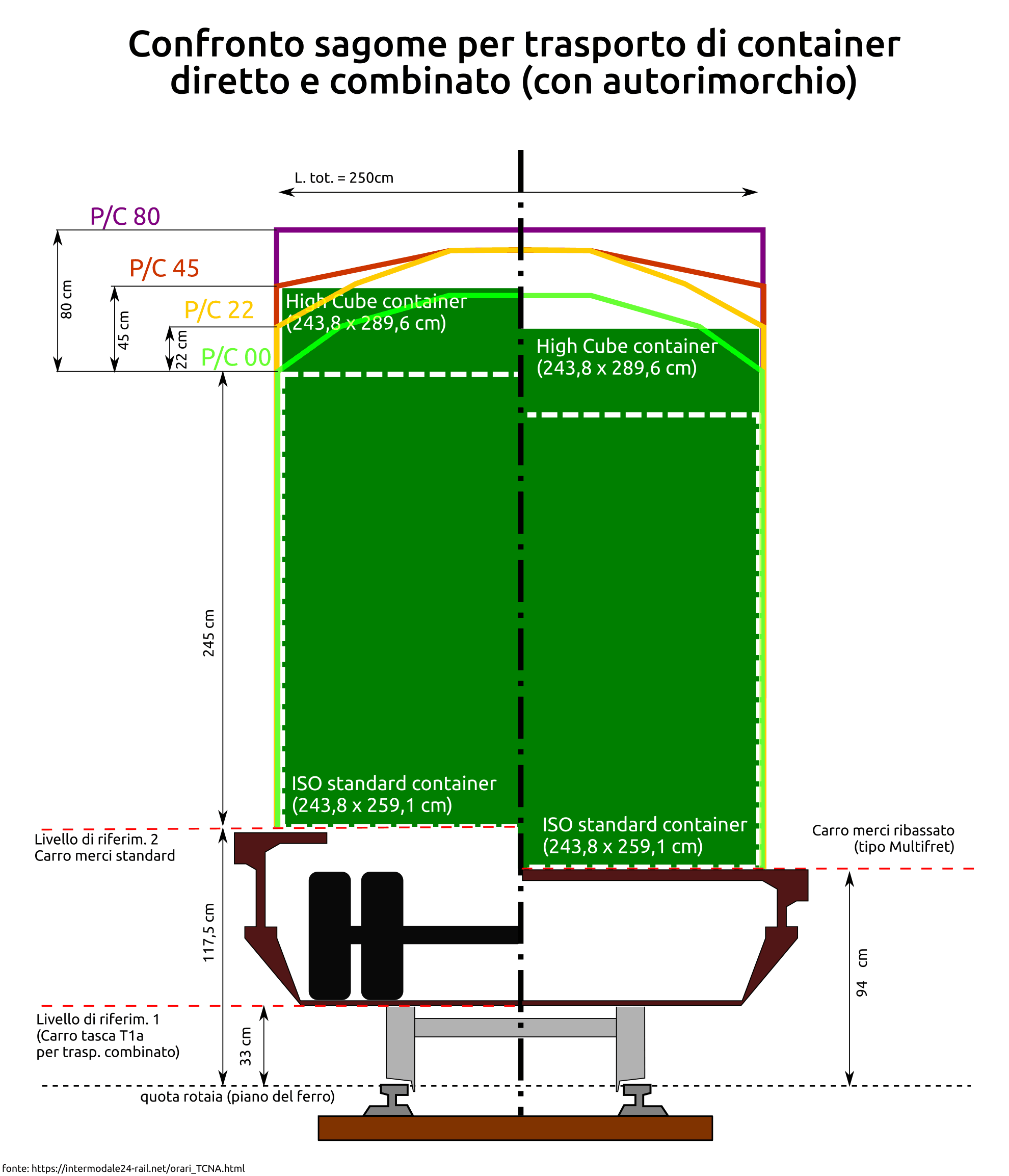
Confronto fra i profili di carico massimi per il trasporto merci ferroviario. Il Frejus consente il transito fino a P/C 45.

Ai realizzatori di quest'opera vennero dedicate vie, corsi e monumenti:
- Bardonecchia: il comune ha dedicato a Giuseppe Médail la sua via principale ed un cippo con un medaglione contenente la sua effigie. Ha dedicato poi una via a ciascuno dei tre ingegneri. Una cima (3.333 m. s.l.m.) sopra il vallone di Rochemolles, che sovrasta un ghiacciaio, già denominata Monte Balme oppure Rognosa di Calambra, porta ora il nome di Punta Sommeiller;
- Torino: la città ha dedicato a tutti coloro che hanno lavorato all'opera un monumento commemorativo al centro di piazza Statuto, inaugurato nel 1890 ed alla cui sommità sono esposti i cognomi dei tre ingegneri. Inoltre ha dedicato un corso ed un istituto tecnico a Germano Sommeiller ed una via ciascuno a Giuseppe Médail, a Severino Grattoni ed a Sebastiano Grandis;
- Roma: la capitale ha dedicato una via a ciascuno dei tre ingegneri;
- Cuneo: a Cuneo esistono una via ed un Istituto tecnico-professionale intitolati a Sebastiano Grandis;
- Voghera: la città ha intitolato il liceo ed una via a Severino Grattoni;
- Borgo San Dalmazzo; il paese ha intitolata una via a Sebastiano Grandis, oltre che ad una scuola media ed un busto nel municipio cittadino;
- Annecy: la città francese ha dedicato una via, un liceo ed un busto bronzeo a Germain Sommeiller
- Saint-Jeoire-en-Faucigny, città ove nacque e morì il Sommeiller, ha dedicato al suo illustre concittadino, già nel 1881, una statua in bronzo, opera dello scultore francese Joseph Fabish;
- Modane: alla stazione ferroviaria è posto un mezzo busto bronzeo del Sommeiller.

## Caratteristiche
La galleria originaria, scavata in rettilineo e a doppio binario, aveva una lunghezza prevista di 12.220 metri che diventarono poi 12.233,55. Con i raccordi curvilinei necessari alle due estremità per l'accesso risultò lunga 12.819,56 tra i portali di entrata. Nel 1891 tale lunghezza venne portata a 13.636,45 m per via di una variante resasi necessaria nel 1880 a Modane per spostare l'imbocco rivelatosi instabile. Sulla documentazione di RFI il traforo risulta essere lungo 13.657 m.
Il cunicolo di avanzamento fu collocato in basso, al piano di base o di regolamento e inizialmente la perforazione meccanica avvenne solo nella galleria di avanzamento. 
Il traforo ferroviario collega Bardonecchia (lato Italia) in alta val di Susa, con imbocco a 1.292 m s.l.m., a Modane in val Moriana (lato Francia), con imbocco a 1.159 m s.l.m. mentre il culmine della galleria è posto a 1.295 m s.l.m.
Si trova sulla direttrice ferroviaria internazionale Torino-Lione.

### Lavori di adeguamento 2003-2011

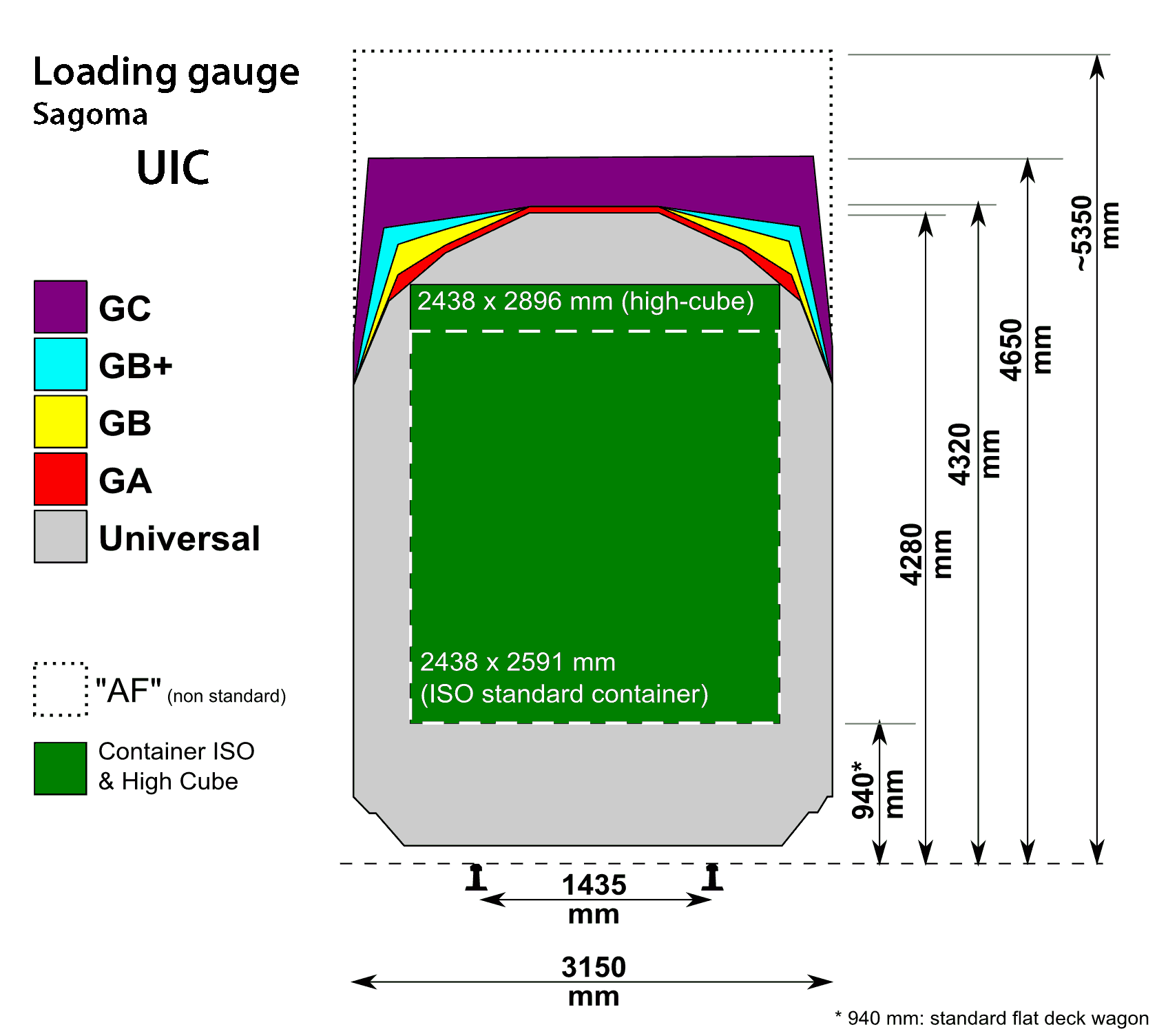
Confronto fra la sagoma standard ferroviaria ("universale" o "Berna 1914"), e le sagome maggiorate standardizzate dall'UIC GA-B-B+-C. È illustrato anche il confronto con le sagome di container standard ISO e high-cube e l'ipotesi fuori standard di sagoma "Autostrada ferroviaria grande sagoma" prevista da LTF.

Fra il 2003 ed il 2011 si sono svolti i lavori di adeguamento del tunnel della linea storica alla sagoma internazionale GB1 UIC (o GB+), con una spesa di 380 milioni di euro (200 a carico dell'Italia e 180 della Francia). Gli interventi, che hanno comportato tra il 2003 e il 2007 uno scavo di abbassamento del fondo del tunnel e la scalpellatura delle pareti e sono riportati anche dal sito del Ministero delle Infrastrutture e dei Trasporti, consentono oggi il trasporto di casse e semirimorchi di profilo PC45 (con altezze di 3750 mm) anziché, come in precedenza, del solo PC32 (3620 mm).
I risultati non sono stati tuttavia omogenei. Infatti nella tratta francese RFF ha effettuato, per ragioni di risparmio (20 milioni su 200), uno scavo profondo solamente 30–40 cm, contro i 70 cm della parte italiana; di conseguenza, per ottenere la medesima sagoma GB1, i binari sono stati avvicinati al centro della sezione della galleria, con l'esito di una riduzione dell'intervia e dell'interasse tra i binari (di circa 15mm) che si ipotizza renderebbero necessarie "misure restrittive di circolazione e frequenti interventi di manutenzione in assenza di traffico e che avranno, pertanto, gravi conseguenze sul normale esercizio della linea"..
Dopo il termine dei lavori, il servizio di traffico notturno è rimasto sulla linea del Sempione mentre quello diurno è svolto da tre coppie di TGV.
A partire dal 18 dicembre 2021 Trenitalia collega Milano con Parigi con due treni al giorno, in entrambe le direzioni e in orari diurni, attraverso il traforo ferroviario del Frejus.